# Jaka Lakovič
Jaka Lakovič es un exjugador de baloncesto y entrenador esloveno nacido el 9 de julio de 1978 en Liubliana, Eslovenia. Mide 1,86 metros y su posición en la cancha era la de base. Actualmente ejerce como entrenador en las filas del CB Gran Canaria de la Liga Endesa.

## Trayectoria como jugador
Empezó a jugar al baloncesto desde el colegio. Se formó en el KD Slovan Ljubljana, con el que debutó en la temporada 1996-1997, coincidiendo con jugadores como Radoslav Nesterovic. En 1998 ganó la medalla de plata del Eurobasket junior de Varna al jugar la final contra España. En 2001 debuta con la selección absoluta de Eslovenia en el EuroBasket contra España y es fichado por el KK Krka Novo Mesto. En este club llegó a realizar verdaderas exhibiciones, como el 18 de octubre de 2001, cuando consiguió 38 puntos (siendo la segunda mejor anotación de la competición) en un encuentro de la Euroliga contra el Real Madrid en el Raimundo Saporta que finalizó en 87-93. Sus números en esta edición de la Euroliga fue de 20.1 puntos por partido, 42.8% en triples, 88.4% en tiros libres. Además jugó la Final Four de la Liga Adriática. Fue su verdadera carrera hacia el éxito.
En 2002 firma por el Panathinaikos BC, gracias a la insistencia que Obradovic, técnico del equipo griego, que quedó impresionado en un cruce de la Euroliga. Lakovic tenía la responsabilidad de sustituir al que era el mejor jugador de Europa, Dejan Bodiroga. En este club cosechó grandes éxitos llegando a conseguir cuatro ligas ESAKE y tres copas, siendo Lakovic uno de los pilares de tanto triunfo. En la temporada 2004-2005 fue elegido MVP de la Final de la Grecia y miembro del quinteto ideal de la liga griega. También fue MVP en la copa en ese mismo año y jugó la Final Four de la Euroliga, disputada en Moscú, en donde el Panathinaikos fue eliminado por el Maccabi Tel Aviv, el que acabó siendo el campeón. Además formó parte del segundo quinteto de la Euroliga. En el EuroBasket 2005 lideró a Eslovenia, la cual se ganó una plaza para el MundoBasket 2006 de Japón. En la temporada 2005-2006 empezó discretamente por culpa de la saturaración de jugadores a causa del fichaje por el Panathinaikos de Vassilis Spanoulis, por lo que Lakovic tuvo menos protagonismo. Se fue recuperando poco a poco y llegando el equipo hasta los cuartos de la Euroliga, en donde fue eliminado por el TAU Cerámica. Ante el fracaso europeo Lakovic prometió a la directiva y al entrenador darlo todo en el final de la liga. Lakovic cumplió lo prometido y ayudó sobremanera al doblete de liga y copa del Panathinaikos.
Jugó el Mundial de baloncesto de 2006, en la primera participación de Eslovenia en un mundial, quedando eliminados en Octavos de final en un partido muy igualado contra la selección turca.
En julio de 2006 fue fichado por el FC Barcelona, llegando con la aureola de ser uno de los mejores bases de Europa. El presidente del Panathinaikos, Gianakopoulos, y Obradovic quedaron muy decepcionados por la salida de Lakovic del club griego.
En febrero de 2007 conseguiría su primer título como jugador barcelonista al ganar la Copa del Rey.
En septiembre disputó con Eslovenia el Eurobasket 2007 siendo el jugador más destacado de su selección, aunque solo pudo conseguir el séptimo puesto, que sin embargo les dio plaza para el preolímpico de 2008.
En la temporada 2008-2009, consigue su primer título liguero con el Barça ganando la Liga ACB y posteriormente ganando la Supercopa de España.Aun así al conjunto blaugrana y a Lakovic se les atraganta la Euroliga, torneo en el que quedaron terceros. Sin embargo, en la temporada 2009-2010 consiguió el título, que se convirtió en el segundo para el Barça en toda su historia.
El base juega en Turquía, con la camiseta del Galatasaray, durante una temporada y media, tras poner punto final a su exitoso periplo de cinco años en el FC Barcelona.
Tras desvincularse del Sidigas Avellino en el mes de noviembre de 2014, regresa a Turquía. El base esloveno jugará para el Royal Hali Gaziantep, a las órdenes de su compatriota Jure Zdovc. La temporada anterior, Lakovic promedió 10,2 puntos y 4 asistencias en la Lega italiana.
En 2015, Lakovic vuelve a Barcelona para jugar en el filial del Barça como jugador-entrenador. Al término de la temporada anunció su retirada de las pistas de juego.

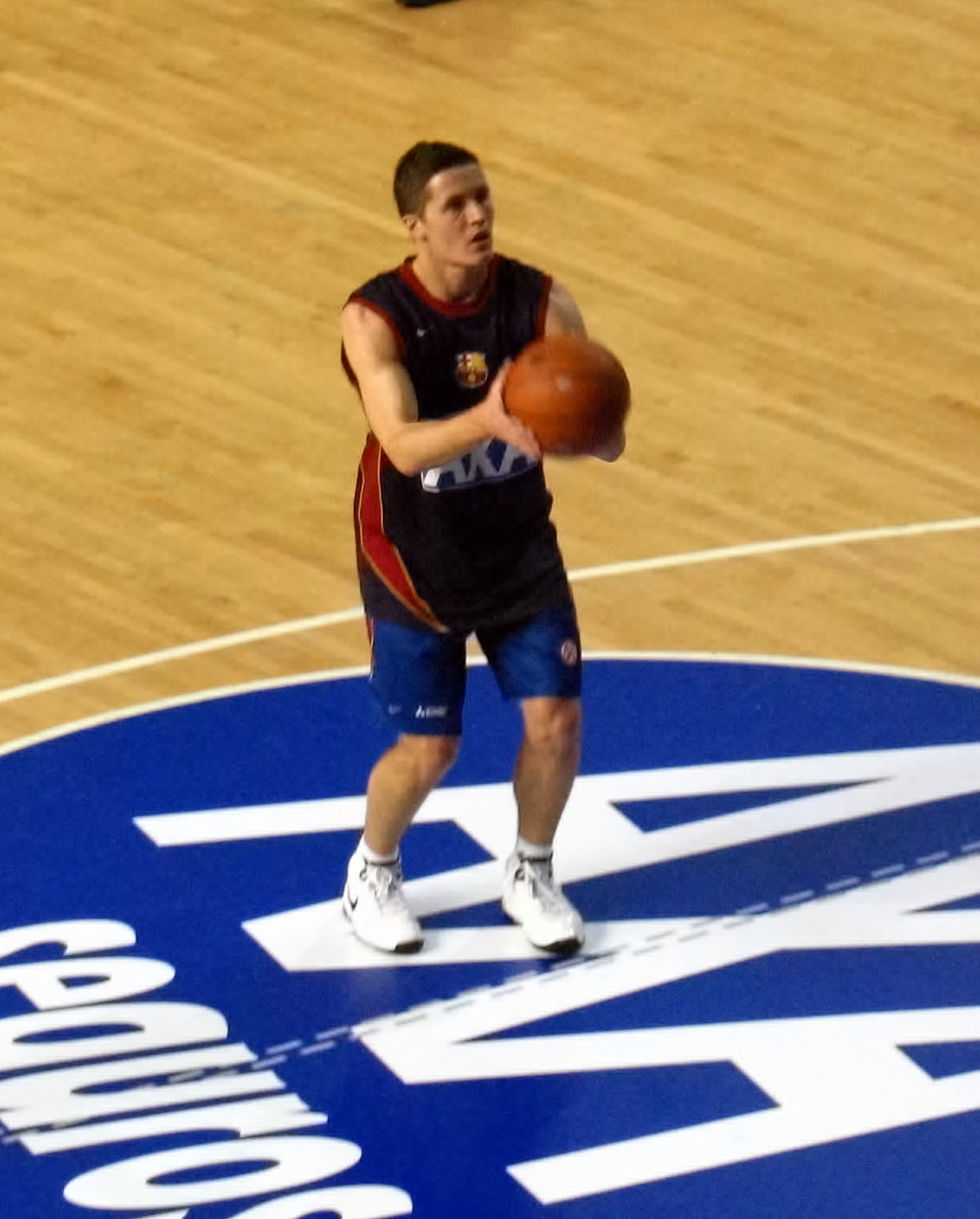
Jaka Lakovič se dispone a lanzar un tiro libre en el calentamiento del partido que enfrentó al FC Barcelona y la Lottomatica de Roma en febrero de 2008.

## Trayectoria como entrenador
En la temporada 2017-18, sería ayudante de Veljko Mrsic en el banquillo del Bilbao Basket. En abril de 2018 tras la marcha de Veljko Mrsic por los malos resultados, se convierte en primer entrenador del Bilbao Basket en la Liga ACB a cuatro partidos del final de la competición.
En verano de 2019, firma por el ratiopharm Ulm de la Basketball Bundesliga, al que dirige durante tres temporadas.
El 14 de junio de 2022, se convierte en nuevo entrenador del Herbalife Gran Canaria de la Liga Endesa.
En 2023 conquista la primera Eurocup en la historia del Club Baloncesto Gran Canaria.

## Palmarés como jugador
- A1 Ethniki (4):  2002-03, 2003-04, 2004-05, 2005-06.
- Copa de Grecia (3):  2003, 2005, 2006.
- Liga ACB (2):  2009, 2011.
- Copa del Rey (3):  2007, 2010, 2011.
- Supercopa de España (3): 2009, 2010
- Euroliga (1):  2010.
- 1 Medalla de plata en el Eurobasket junior de Varna 1998 con Eslovenia.

### Consideraciones personales
- 4 vez MVP de la Final de la Grecia: 2004-05 con Panathinaikos.
- MVP de la copa griega: 2004-2005 con Panathinaikos.
- Miembro del segundo Quinteto ideal de la Euroliga: 2004-2005.